# Saint-Cloud-en-Dunois
 Saint-Cloud-en-Dunois  là một xã của tỉnh Eure-et-Loir, thuộc vùng Centre-Val de Loire, miền bắc nước Pháp.